# Gulltopp
Gulltopp / Gulltoppr (altnord.: Goldmähne) ist in der nordischen Mythologie ein mythisches Pferd. Es ist im Katalog der Pferdenamen in Grm 30 gelistet. Snorri nennt den Asen Heimdall als Besitzer (Gylf 27). Auf Gulltoppr reitet der Ase täglich zum Gerichtsplatz an der Esche Yggdrasil, wie es die anderen Asen auf ihren Pferden tun [Grm 30].